# La Raya, Santiago Pinotepa Nacional
La Raya är en ort i Mexiko.   Den ligger i kommunen Santiago Pinotepa Nacional och delstaten Oaxaca, i den sydöstra delen av landet, 400 km söder om huvudstaden Mexico City. La Raya ligger 295 meter över havet och antalet invånare är 120.
Terrängen runt La Raya är kuperad åt nordväst, men åt sydost är den platt. Terrängen runt La Raya sluttar söderut. Runt La Raya är det ganska tätbefolkat, med 83 invånare per kvadratkilometer. Närmaste större samhälle är Santiago Pinotepa Nacional, 6,7 km sydväst om La Raya. Omgivningarna runt La Raya är en mosaik av jordbruksmark och naturlig växtlighet.